# 真咲南朋
真咲 南朋（まさき なお、1985年7月24日 - ）は、日本のAV監督。元AV女優。

## 来歴
- 2006年、安藤なつ妃としてAVデビュー。
- 2008年2月1日、自身のブログにて、2月いっぱいをもって引退することを発表。
- 2008年2月28日、親友である七瀬かすみ(現・神崎レオナ)とのレズ作品（クリスタル映像）の撮影を最後に引退[4]。
- しかし、その後、すぐに真咲南朋に改名し、AV女優兼AV監督として活動。
- その後、AV女優を引退し、女流AV監督として活躍。
- 2016年、AV OPEN 2016 に、監督作品『ビビアンズのマジカルガチレズナンパ全国ツアー2016!! リアルレズカップル月島ななこと椎名そらが挑む日本5大都市4泊5日 素人ノンケ女子とセックスしまくり灼熱のレズ・ロード!!』（ビビアン）[5]がドラマ・ドキュメンタリー部門にエントリー、同じく監督作品『ビキニによく合うカワイイちっぱいとローライズからはみ出るプルリンお尻メイドビキニ　向井藍』（ROOKIE）[6]が乙女部門にエントリー。2016年AV OPEN最優秀監督賞を受賞[7]。

## 人物
- 神奈川県出身。
- AV女優時代の以前の芸名は「安藤なつ妃」。他に「楓モモ」としても活動していた。
- AV女優時代はロリ系でデビューし、2009年頃から若妻、熟女系にシフトしていた。単体作は少ない。フェチ物にも出演。
- 元々、ハメ撮りが好きでAV監督志望だった。自画撮りオナニー映像を売り込もうと、AV制作会社の求人に応募したが、面接で「その前に君は女優になりなさい」と言われ、AV女優になった[8]。
- 上記のようにAV女優は監督へのステップと考えていたため収入にも興味が無く事務所にギャラを取りに行くことも殆ど無かったという。
- 二村ヒトシを師匠としている[8]。
- 手掛ける作品の傾向としては、痴女ものやレズ、M男いじめ、エステ、マッサージものが多い[9]。近年はドラマ作品や女優の素を探るドキュメンタリータッチの作品も多く手がけるようになっている。手掛ける台本には「遠慮は悪だ！」と毎回書いており、女優と会話しながら遠慮と取り去る作業を行っている[10]。
- 男優が下から突き上げる形式の騎乗位を禁止する[11]など、作品クオリティーのため独自の美意識を持ち、ビデオ店に「真咲南朋コーナー」がある店舗もある[12]。
- 代表作は、『ディープレズビアン』シリーズ（クリスタル映像）、『M男監禁パニックルーム』シリーズ（MARRION）[8]、『オスガズム』シリーズ（MotheRs）、『レズ・オーガズム』シリーズ（h.m.p）、『ド変態ツアー』シリーズ（h.m.p）[13]。

## 出演作品

### アダルトビデオ

#### 安藤なつ妃 名義
- 素人10代のイキッパ! (1月25日、グローリークエスト)オムニバス作品
- 匿名素人 初エッチ 3 (2月25日、クリスタル映像)オムニバス作品
- 投稿鬼畜監禁映像 4 (4月29日、ラハイナ東海)
- トラワレ〜監禁女子校生〜 (5月19日、笠倉出版社)オムニバス作品
- 和服妻の柔肌 2 穢される白無垢とふつふつと湧き上がる雌の快楽 (7月21日、アテナ映像)オムニバス作品
- ロリータ飼育狂時代 11 (7月13日、グローリークエスト)
- very2 nude (7月15日、フリービジョン)オムニバス作品 ※Saki Andou」名義で出演
- 競泳水着淫行 (7月21日、GLAY'z)オムニバス作品
- NAKADASHI SPIRIT 特濃 安藤なつ妃 (7月28日、SPERMANIA)
- 下着・乳・女体図鑑 5 (8月10日、ティファコーポレーション)オムニバス作品
- ロリはめ 7 (8月25日、I.B.WORKS)オムニバス作品
- パイパンW中出し 2 (9月13日、カルマ)
- ザ 筆おろし 4 (10月20日、クリスタル映像)オムニバス作品
- 凌辱新約性書 安藤なつ妃 (11月21日、イヴ&イヴ)
- ロリータ痴漢バス 2 (11月24日、I.B.WORKS)オムニバス作品
- 隣の若妻が艶っぽくてボクはもう… 5 (11月25日、クリスタル映像)オムニバス作品
- 私は痴女 厚丸無恥 (12月9日、クリスタル映像)オムニバス作品
- 仮面姉妹 二匹の牝蟷螂 (12月15日、シネマジック)
- 狂乱アクメ 執行番号01 (12月21日、プレステージ)

- THE ヘンタイ 4 (1月6日、クリスタル映像)オムニバス作品
- くねるムチムチお姉さんと密室デート12 なつ妃21才 (1月10日、AVS)
- ミセスStylish 5 (1月26日、プレステージ)
- 酔狂伝 9 (3月3日、クリスタル映像)オムニバス作品
- 時間よ止まれ! 6 (3月8日、V&Rプロダクツ)
- パンストフェティッシュ 5 (3月10日、AVS)
- OL社内騎乗 (3月16日、アリスJAPAN)
- 職業を持つ人妻たち 6 (3月16日、マキシング)※「桑折遼香」名義で出演
- 五感セレブセックス (3月19日、桃太郎映像出版)
- ハメテーナイトフィーバー (3月23日、プレステージ)
- 接吻の輪舞曲 倖田李梨&安藤なつ妃 (4月10日、AVS)
- 家庭教師の誘惑 先生もうこんなに濡れてるの、ねぇお願いッ早くナメて… (4月18日、アテナ映像)オムニバス作品
- 酔いどれ乱交パーティー 2 (4月20日、クリスタル映像)
- P mode 個人撮影録 5 (4月20日、プレステージ)※「みゆう」名義で出演
- 変態恥療院 (4月28日、クリスタル映像)オムニバス作品
- おはズボッ!えっもう入れちゃうの!? イヤァ〜抜いちゃだめー! (4月30日、アテナ映像)オムニバス作品
- もしもこんな○○があったら… 9 (5月3日、V&Rプロダクツ)
- 奈落面接 (5月7日 アタッカーズ)
- 猥褻性感レズエステ 1 (5月10日、AVS)
- 大人の女 アナルレズ (5月17日、ヒビノ)
- 淫語中出しソープ 1 (5月19日、ZONE)
- 首絞めビンタ レズビアン接吻 (5月25日、アロマ企画)
- ANALSEX 前より後ろ好き (5月26日、クリスタル映像)オムニバス作品
- GAL妻レズえっち (6月6日、GLAY'z)
- 変な女02 (6月16日、ルミナス企画)オムニバス作品
- 少女体罰 (7月4日、中島興業)
- 競泳水着SuperBest4時間 (7月20日、GLAY'z)※『競泳水着淫行』を収録した作品 総集編
- 舌頂!超ベロ長フェチズム 3 (7月25日、アロマ企画)
- THE ヘンタイ 6 (7月28日、クリスタル映像)オムニバス作品
- 変態恥療院 2 (8月11日、クリスタル映像)オムニバス作品
- 鼻穴飲精変態狂 (8月13日、アロマ企画)
- 拉致、監禁。15 (8月24日、ゴーゴーズ)
- 変態イラマチオオナニー (8月25日、アロマ企画)オムニバス作品
- レイプIMPACT4時間 (9月1日、NIRVANA)オムニバス作品
- ロリータ強制口内レイプ (9月17日 I.B.WORKS)オムニバス作品
- くねるパンストお姉さんと温泉デート 三 (10月1日、AVS)
- ネットで見つけた可愛いメイドロボット (10月4日、V&Rプロダクツ)
- 発情真堕夢 第二幕 (11月1日、AVS)
- 少女イラマチオ (11月1日、中嶋興業)※『少女体罰』を部分収録した作品 総集編
- COSTUME PLAY LESBIAN (11月7日、麒麟堂)
- 女子校生れず 先輩と私 79 (11月9日、U&K)
- 変態恥療院 3 (11月10日、クリスタル映像)オムニバス作品
- ハイパー絶叫セックスマシーン (11月10日、ラストラス)※『狂乱アクメ 執行番号01』(プレステージ)を部分収録した作品 総集編
- 極!!乱交4時間 (11月16日、クリスタル映像)
- Cinemagic DVDベスト30 Part3 (12月1日、シネマジック)※『仮面姉妹 二匹の牝蟷螂』を部分収録した作品 総集編
- 接吻の輪舞曲 貴姫達の舌舐めSP (12月1日、AVS)※『接吻の輪舞曲 倖田李梨&安藤なつ妃』を部分収録した作品 総集編
- CRYSTAL THE BEST 2007 1st (12月7日、クリスタル映像)※クリスタル映像の2007年1月～4月までに発売されたものを部分収録した作品 総集編
- パイパン娘30人 パイパン大運動会 (12月13日、カルマ)
- 猟奇の檻 34 (12月13日、アートビデオ)
- LADYスチュワーデス物語 (12月20日、LADY×LADY)

- 交尾の輪舞曲 貴姫達の淫靡な汁演奏 (1月1日、AVS)※『接吻の輪舞曲 倖田李梨&安藤なつ妃』を部分収録した作品 総集編
- 独占!! 安藤なつ妃 (1月11日、クリスタル映像)
- 寸止め 18 (1月11日、クリスタル映像)オムニバス作品
- 同性恋愛研究会 1 (1月25日、U&K)
- 二人の責師 緊縛魂・美畜肉奴隷 (2月1日、シネマジック)オムニバス作品
- バイブ絶頂58人4時間 (2月1日、NIRVANA)オムニバス作品
- 美脚倶楽部 7 (2月14日、麒麟堂)
- 教師と生徒の禁断な関係 (3月7日、アウダースジャパン)
- DOKIレズ 20 (3月7日、アウダースジャパン)
- イキまくり変態娘 1 (3月14日、クリスタル映像)
- ロリータ痴漢バス Collection (3月21日、I.B.WORKS)オムニバス作品 ※『ロリータ痴漢バス 2』を部分収録した作品
- 制服美少女監禁陵辱4時間BEST (3月28日、笠倉出版社)オムニバス作品 ※『トラワレ～監禁女子校生～』を収録した作品
- 私は痴女 淫気応変 (3月28日、クリスタル映像)オムニバス作品
- 高級デリヘル超おもてなし密室デート 3 (4月17日、AVS)オムニバス作品 ※「優香里」名義で出演
- 痴漢バスIMPACT4時間 (5月1日、NIRVANA) オムニバス作品
- お姉さんが犯してあげる 42 (5月16日、クリスタル映像)オムニバス作品
- キュートななつ妃先生は、ノーパンパンストのエロ女教師 (5月25日、AVS) ※引退作
- 発情OL オフィスで… 24 (6月13日、クリスタル映像)オムニバス作品
- 超接写（恥）カメラ 2 (6月27日、クリスタル映像)
- ザ・筆おろし 43 (7月11日、クリスタル映像)オムニバス作品
- 家庭教師はガマンできない 30 (7月11日、クリスタル映像)オムニバス作品

- 絶対支配の刻印 (1月7日、アタッカーズ)
- 下剤・お漏らし・羞恥アクメ (2月19日、ドグマ)
- 汗まみれグチョグチョ窒息逆レイプ (2月26日、ブーツの館)オムニバス作品

#### 真咲南朋 名義
- 「ロリはめコレクション40人・8時間」（6月8日・I.B.WORKS）

- 近親介護 2 (11月21日、大洋図書)
- ヘンリー塚本の 非道徳有害図書 (11月25日、FAプロ)オムニバス作品
- 酒の飲めない着エロモデルを泥酔させてゲロ×2輪姦 (12月15日、サディスト)

- 真性M (1月1日、中嶋興業)
- 淫らな女20代 非道徳な日常 (1月25日、FAプロ)オムニバス作品
- 顔面騎乗 尻フェチ専科 (1月28日、実録出版)
- 快楽M性感美脚エステ（2月5日、フリーダム）
- 寮母さんに弄ばれました。（2月5日、フリーダム）
- 女看守の苛虐懲罰 （2月5日、フリーダム）
- 失禁三昧 (2月13日、AVS)
- 超淫尻 (3月19日、アキノリ)
- 好色縄話 昇天 (3月19日、スマイリー)
- アナルを舐めながらち○ぽを手コキしちゃう私。 (4月4日、SODクリエイト)
- 極選4時間 ザ・筆おろし 2 （4月10日、クリスタル映像）…オムニバス作品
- 絶対的フェティシズム 超腋美人 (4月18日、アキノリ)オムニバス作品
- M男いじりに夢中なパンスト女子校生 なお (5月1日、へりぽビデオ)
- イラマ&ビンタ3 (5月1日、中嶋興業)オムニバス作品
- 東京GalsベロCity 24 (5月5日、ドリームチケット)
- 無呼吸状態の中でもがき、失神する堕天使たち (5月20日、C-Format)オムニバス作品
- 欲情の女団地 (5月22日、カオカコミュニケーション)
- 私立痴女子学園 2 クラスの担任に色仕掛け『先生〜!しよ〜よ!!!』 (6月5日、映天)オムニバス作品
- 大淫乱 イグイグイグイグ大乱交 (6月19日、乱丸)
- 乱れてしまっていいですか… 淫夢に濡れる若妻 (6月25日、FAプロ・プラチナ)
- お母さんが授乳手コキしてあげる! (6月27日、ラハイナ東海)オムニバス作品
- ザ・どS尻 〜変態W不倫カップルの淫尻遊戯〜 (7月3日、映天)
- マン汁臭 美尻肉圧迫顔騎 (7月5日、フリーダム)オムニバス作品
- 超暴行 女捜査官と悪の女幹部 (7月5日、フリーダム)
- 美脚エステティシャン達による フットエステサロン (3月5日、フリーダム)
- 人妻専科 回春マッサージで春を売っていた人妻たち VOL.07 (7月11日、ラハイナ東海)オムニバス作品
- 超舌ディープスロート 〜ヌカされた学園〜 (7月11日、アロマ企画)
- W尻穴・LOVEビアン (7月15日、ワープエンタテインメント)
- 包茎を愛して止まない女達に聞いた包茎ち○ぽの愛し方 (7月23日、アキノリ)オムニバス作品
- ザ・しりこき 2 妻尻べったりこすりヌキ (8月1日、映天)オムニバス作品
- 美尻温泉旅行 愛してると言えなくて〜 (8月5日、実録出版)
- 美少女の足裏 14 (8月5日、フリーダム)オムニバス作品
- 痴女サミット 3 (8月6日、アキノリ)
- 憧れの先生は絶品ボディ!! 4 (8月21日、クリスタル映像)オムニバス作品
- ゲロスカ痴女 真咲南朋 「人間崩壊シリーズ05」～大音量痰、パンストもっこしゲロ顔騎、ゲロチュー、大食ゲロ編～ (11月20日、ラッシュ)
- 現役女教師 モンスターペアレントに… 2 (12月18日、クリスタル映像)オムニバス作品

- 団地妻 妻のおとこ (2月5日、レジェンド・ピクチャーズ)
- 女子高生オマンコおっぴろげコレクション2 (3月12日、OFFICE K'S)オムニバス作品
- 汁ぶくれ! 一般人真咲南朋が精液バカ飲み! (4月16日、ラッシュ)
- レズビアン覚醒 (6月13日、MOODYZ)
- ザーメン女優 私たちが飲みます (9月10日、ラッシュ)オムニバス作品

- SMエネマニアVol.4 （2月11日、アヴァ）…オムニバス作品

- 水嶋っ！ こんなんで終われんのか！？ 水嶋あい引退作品

- 素人マゾレズ願望の女 レズ監禁拷問部屋4 希

#### 楓モモ 名義
- あこがれのスッチー、楓はいつも汁ダクにオマ○コ濡らしているド淫乱痴女だった。 (2008年12月7日、桃太郎映像出版)

## 監督作品

### アダルトビデオ

#### 真咲南朋 名義
- 女監督・真咲南朋の手コキ面接（8月8日、サンクチュアリ）
- ベロフェチ女監督のベロ開発 レズちゅ～（8月11日、サンクチュアリ）
- まんぐり返し ●美マン美ケツ娘マン汁まみれ●（8月11日 サンクチュアリ）

- トライアングル レズビアン（1月16日、クリスタル映像）
- ベロキス唾液交換 ガールズトーク（1月16日、INAZUMA）
- 絶頂レズアクメ 1（5月16日、クリスタル映像）
- 南朋監督が撮るM男調教1～調教志願の男～（6月10日、へりぽビデオ）
- 南朋監督が撮るM男調教 2 ～私が調教したい男～（6月10日、へりぽビデオ）
- ガールズトーク～女子たちの本音～（6月27日、クリスタル映像）
- 絶頂レズアクメ 2（7月17日、クリスタル映像）
- 真咲南朋の手コキDEビンタ（9月11日、サンクチュアリ）
- Luv Cream Di3 LIMITED EDITION 002（10月25日、デジタルアーク）
- 真咲南朋の手コキDEビンタ2（11月27日、サンクチュアリ）
- 変態監督真咲南朋のエロエロもえ日記（12月18日、クリスタル映像）

- ディープレズビアン（2月19日、クリスタル映像）
- ディープレズビアン～女子校教師～（3月5日、クリスタル映像）
- ディープレズビアン～女AV監督秘話～（5月28日、クリスタル映像）
- ガールズトーク～女の本音と男の誤解～（6月11日、クリスタル映像）
- ディープレズビアン～禁断の女子校～（8月13日、クリスタル映像）
- ディープレズビアン～秘め百合姉妹～（9月10日、クリスタル映像）
- ゴックンアイドルSP 飲みまくり198発270分（10月1日、MOODYZ）
- ディープレズビアン～若熟女のうぶ貝調教～（10月8日、クリスタル映像）
- ディープレズビアン～秘め貝調教～（11月5日、クリスタル映像）
- ディープレズビアン～うぶ貝調教 2～（12月3日、クリスタル映像）

- ディープレズビアン ～禁断の母娘～（1月4日、クリスタル映像）
- ディープレズビアン ～秘め百合覚醒～（2月11日、クリスタル映像）
- ディープレズビアン ～秘め百合覚醒 2～（5月13日、クリスタル映像）
- ディープレズビアン ～うぶ貝調教 3～（6月24日、クリスタル映像）
- ディープレズビアン ～秘め百合姉妹 2～（8月12日、クリスタル映像）
- ディープレズビアン ～秘め百合覚醒 3～（9月23日、クリスタル映像）
- ディープレズビアン ～女だけの戯れ愛～（10月21日、クリスタル映像）
- ディープレズビアン～女だけの戯れ愛 2～（12月16日、クリスタル映像）

- トリプルレズビアン（1月20日、クリスタル映像）
- ディープレズビアン ～禁断同棲～（3月2日、クリスタル映像）
- トリプルレズビアン 2（4月6日、クリスタル映像）
- トリプルレズビアン 3（6月1日、クリスタル映像）
- 夢のハードプレイソープへようこそ!!（8月1日、MOODYZ）
- 天使と悪魔のW責め（8月9日、SODクリエイト）
- トリプルレズビアン 4（9月7日、クリスタル映像）
- 超VIP W爆乳中出しソープ W初中出し解禁スペシャル（9月25日、本中）
- 有名女優が通う高級レズソープ5（10月5日、クリスタル映像）
- 美熟女専門 温泉出張マッサージ 旦那の横で悶える4人の熟女（10月5日、クリスタル映像）
- 嫉妬（12月6日、LADY×LADY）
- トリプルレズビアン 5（12月7日、クリスタル映像）
- 「ダメ」と言えない女の子と中出しSEX（12月25日、本中）

- トリプルレズビアン 6（1月11日、クリスタル映像）
- 禁断の母子姦通（1月25日、クリスタル映像）
- 誘惑（2月7日、LADY×LADY）
- 性感レズエステ 3（2月8日、クリスタル映像）
- 親父の後妻が巨乳で裸族…（2月22日、クリスタル映像）
- 豊満艶肉女神（3月1日、MOTHERS ENTERTAINMENT PICTURES）
- ドSな彼女にイジメられたいドMなボク 2（3月8日、クリスタル映像）
- 爆乳にゅるにゅるBODY（3月13日、MOODYZ）
- トリプルレズビアン 7（3月22日、クリスタル映像）
- 密会（4月11日、LADY×LADY）
- 男魂快楽地獄責め（4月19日、MOTHERS ENTERTAINMENT PICTURES）
- Gカップ現役女子大生が最高級中出しソープに体験入店（4月25日、本中）
- 豊満艶肉女神（5月1日、MOTHERS ENTERTAINMENT PICTURES）
- 初百合天然少女ドキュメント VOLUME.01（5月3日、Lily）
- 初百合天然少女ドキュメント VOLUME.02（5月17日、Lily)
- 行列のできるカリスマエステティシャン（6月7日、クリスタル映像）
- トリプルレズビアン 9（6月21日、クリスタル映像）
- 初百合天然少女ドキュメント VOLUME.01（6月21日、Lily）
- オスガズム（7月1日、MOTHERS ENTERTAINMENT PICTURES）
- 性感レズエステ 4（7月19日、クリスタル映像）
- 禁断の母子姦通 3（7月19日、クリスタル映像）
- マルチプル・オーガズム研究所 ネクストヘル 逝き地獄 for MEN（8月1日、MOTHERS ENTERTAINMENT PICTURES）
- おしゃぶりごっくんピンサロ嬢（8月1日、MOODYZ）
- トリプルレズビアン 10（8月2日、クリスタル映像）
- 初百合軟体少女ドキュメント VOLUME.04（8月2日、Lily）
- 体液フェチM男（8月2日、ゼロナナ）
- 性感レズエステ 5（8月16日、クリスタル映像）
- 艶熟レズフェロモン（8月19日、レズれ!）
- 男魂快楽地獄責め第十二巻（9月1日、MOTHERS ENTERTAINMENT PICTURES）
- トリプルレズビアン 11（9月20日、クリスタル映像）
- 性感レズエステ 6（10月18日 クリスタル映像）
- 密着! アイドル候補生も○ちの恥じらい糞闘日記（10月30日 MARRION）
- オスガズム（11月1日、MOTHERS ENTERTAINMENT PICTURES）
- トリプルレズビアン 12（11月22日 クリスタル映像）
- 女装美少年ザーメン（12月15日、MARRION）
- 素顔（12月19日 レズれ!）
- CA専用おもてなしエステ（12月20日、クリスタル映像）
- 中出し・ごっくん・スペレズ制服美少女（12月25日、本中）

- 男性全身性感帯 改造実験室 一触即発! 射精ボム（1月1日、MOTHERS ENTERTAINMENT PICTURES）
- 性感レズエステ 7（1月24日、クリスタル映像）
- ドMのセックス・モンスター 内村りなをド変態女3人が かわるがわる犯す。（2月19日、レズれ!）
- トリプルレズビアン 13（2月21日、クリスタル映像）
- ナンパJAPANレズHunt Vol.03（2月25日 ナンパJAPAN）
- オスガズム（3月1日 MOTHERS ENTERTAINMENT PICTURES）
- 私の前で愛しあいなさい（3月19日、レズれ!）
- 淫猥キャットファイト 4（3月20日、DEEP's）
- 性感レズエステ 8（3月21日、クリスタル映像）
- トリプルレズビアン 14（4月18日、クリスタル映像）
- 巨尻レズ団地妻（4月19日 レズれ!）
- オスガズム（4月25日、MOTHERS ENTERTAINMENT PICTURES）
- 出会って速攻、女優の方から襲いかかる生中出しSEX（4月25日、ダスッ!）
- 卒業～成宮ルリ引退レズ・ドキュメント～（5月19日 レズれ!）
- 近親レズビアン家族 3人の母娘と女が絡み合う近親レズビアンの愛憎劇…（5月23日、クリスタル映像）
- 憧れの先輩とレズれ! ～はじめては決めてました～（6月19日 レズれ!）
- 性感レズエステ 9 ～都会の片隅で行われる美淑女のみが体験できる魅惑の性感エステサロン…（6月20日、クリスタル映像）
- 童貞アナル拷コン（7月1日、MOTHERS ENTERTAINMENT PICTURES）
- 私の前で愛しあいなさい（7月19日 レズれ!）
- トリプルレズビアン 15（7月25日 クリスタル映像）
- オスガズム Wキャスト（8月1日、MOTHERS ENTERTAINMENT PICTURES）
- 挑発（8月19日 レズれ!）
- ドSでドMの快楽主義者・希咲エマ復活! 母乳噴射ザーメンごっくん極太2穴フィスト子作り連続中出しファック!!（8月19日、エムズビデオグループ）
- ペニバンレズ教師（8月22日、クリスタル映像）
- 性感レズエステ 10 ～欲求不満人妻編（9月19日、クリスタル映像）
- ポルチオ残酷レズ折檻 愛、陵辱（9月20日、レズれ!）
- 出会って速攻、女優の方から襲いかかる生中出しSEX（9月25日、ダスッ!）
- オスガズム（10月1日、MOTHERS ENTERTAINMENT PICTURES）
- トリプルレズビアン 16 ～幼馴染みの秘めた思いと義母との関係～（10月24日、クリスタル映像）
- 12時間飲み続けた女たちは、どうエロくなるのか?（11月1日、MOODYZ）
- 艶熟レズフェロモン（11月20日、レズれ!）
- 団地妻レズサークル（11月21日、クリスタル映像）
- 出会って速攻、女優の方から襲いかかる生中出しSEX（11月25日、ダスッ!）
- とまどい（12月19日、レズれ!）
- M男監禁パニックルーム1(2014年12月31日、MARRION）
- M男監禁パニックルーム2(2014年12月31日、MARRION）

- オスガズム（1月1日、MOTHERS ENTERTAINMENT PICTURES）
- レズビアンランジェリーモデル（1月8日、ビビアン）
- トリプルレズビアン 17（1月23日、クリスタル映像）
- だいしゅきホールド（1月25日、ダスッ!）
- 女殺幽玄昇天地獄（2月7日 ゴールデンタイム）
- ペニバンレズ女医（2月20日、クリスタル映像）
- 拉致られてレズれ!（2月20日 レズれ!）
- このあと滅茶苦茶セックスした（2月25日、ダスッ!）
- レズビアン専用ヌーディスト・ホテル（3月7日、ビビアン）
- 女子校生専用 性感レズエステ（3月20日、クリスタル映像）
- 出会って速攻、女優の方から襲いかかる生中出しSEX（3月25日、ダスッ!）
- M男監禁パニックルーム 3（3月31日、MARRION）
- レズ・オーガズム（4月3日、h.m.p）
- レズビアンハイスクール（4月8日、ビビアン）
- トリプルレズビアン 18（4月17日、クリスタル映像）
- オメガミックス! エロ女神様の超絶テクニックで素人応募男性のチ○コとアナルが大変なことに!（5月1日、h.m.p）
- ペニバンレズ弁護士（5月22日、クリスタル映像）
- だいしゅきホールド（5月25日、ダスッ!）
- むきだし 最高にエロい本田莉子の自我崩壊トラウマ激イキセックス（6月5日、h.m.p）
- レズビアン性感カウンセラー（6月19日、クリスタル映像）
- ポルチオ残酷レズ折檻 愛、凌辱 II（6月19日 レズれ!）
- 出会って速攻、女優の方から襲いかかる生中出しSEX（6月25日、ダスッ!）
- このあと滅茶苦茶セックスした（6月25日、ダスッ!）
- M男監禁パニックルーム 4（6月30日、MARRION）
- オスガズム（7月1日、MOTHERS）
- ド変態ツアー2015夏 極上豊満ボディーの七草ちとせが本能のままにヤリ放題!（7月3日、h.m.p）
- 汗だくスポコスレズビアン（7月7日、ビビアン）
- 艶熟レズフェロモン（7月19日、レズれ!）
- トリプルレズビアン 19（7月24日 クリスタル映像）
- 出会って速攻、女優の方から襲いかかる生中出しSEX（7月25日、ダスッ!）
- 多重人格痴女 愛人カメレオン女（7月30日、MARRION）
- 宮部涼花をAVアイドルにプロデュース!（8月7日、h.m.p）
- LESBIAN BLACK GALS～ギャルサー×媚薬!! パラパラ乱交∞絶頂レズパラダイス～（8月8日、ビビアン）
- ペニバンレズ小説家（8月21日 、クリスタル映像）
- だいしゅきホールド（8月25日、ダスッ!）
- レズ・オーガズム 2（9月1日、h.m.p）
- 水嶋っ! こんなんで終われんのか!? 水嶋あい引退作品（9月10日、MARRION）
- 鉄拘束レズビアン（9月18日、クリスタル映像）
- インモラルクリムゾン（9月25日、ダスッ!）
- ド変態ツアー2015秋 極上エロボディーの香山美桜が本能のままにヤリ放題!（10月2日、h.m.p）
- オスガズムWキャスト（10月13日、MOTHERS）
- トリプルレズビアン 20（10月23日、クリスタル映像）
- レズ・オーガズム 3（11月6日 、h.m.p）
- 上原花恋とHIKARIの旅ビアン（11月7日、ピビアン）
- 女子校生絞愛レズビアン（11月19日、レズれ!）
- ペニバンレズ校長（11月20日、クリスタル映像）
- 出会って速攻、女優の方から襲いかかる生中出しSEX（11月25日、ダスッ!）
- 川上ゆうをAVアイドルにプロデュース!（12月4日らh.m.p）
- レズビアンアスリート（12月7日、ビビアン）
- 鉄拘束レズビアン 2（12月18日、クリスタル映像）
- だいしゅきホールド（12月25日、ダスッ!）
- 出会って速攻、女優の方から襲いかかる生中出しSEX（12月25日、ダスッ!）

- ド変態ツアー2016新春 ガングロエロボディーのAIKAが本能のままにヤリ放題!（1月1日、h.m.p）
- 強力媚薬で撃沈! 美人セレブ顔面崩壊アクメ地獄（1月7日 ゴールデンタイム）
- ねちゃ! ねちゃ! 爆乳ヘブン（1月10日、MARRION）
- だいしゅきホールド（1月25日、ダスッ!）
- むきだし生ハメ中出し本気セックス（2月5日、h.m.p）
- ペニバンレズ町内会長（2月5日 、クリスタル映像）
- 秘密のレズビアン 3（2月13日、セレブの友）
- レズれ! 厳選BEST 8時間 真咲南朋監督が12作品から選んだエロシーン全てお見せします!（2月19日 レズれ!）※監督単体ベスト
- NTR完堕ちハラマセラレ。それでも彼女を愛してる。（2月25日、ダスッ!）
- ドM一家の嫁（2月25日、Madonna）
- 篠田あゆみをAVアイドルにプロデュース!（3月4日、h.m.p）
- レズ・オーガズム（3月4日、h.m.p）
- レズAVの流儀 最初で最後のプロフェッショナルレズビアン（3月7日、ビビアン）
- 鉄拘束レズビアン 3（3月18日、クリスタル映像）
- 牝汁レズビアンSP（3月20日、レイディックス）
- 女監督・真咲南朋のレズHunt! ターゲットは素人コスプレイヤー「費用は全て持つので写真撮らせてください!」とレイヤー御用達のレンタル衣装屋で声をかけ、初対面同士の女の子たちをノリにノセて本気のレズビアンSEXまかせちゃいました!（3月25日、ナンパJAPAN）
- 性格カワイイAIKAの気持ち良すぎる腰振りだいしゅき騎乗位ホールドで本能剥き出し生中出しセックチュ（3月25日、ダスッ!）
- ファイナル・キャノンボール（3月25日、ダスッ!）
- 初美沙希がギャル痴女覚醒（4月1日、h.m.p）
- 月島ななこと椎名そらのガチレズカップルが自宅にファンを集めて「レズ解禁」オフ会ドキュメント!!（4月7日、ビビアン）
- 「レズ撮影は絶対NG」の丘咲エミリに世界の波多野がレズドッキリ! レズタチNo.1女優に迫られたAV女優はレズを解禁してしまうのか!? ガチレズ口説きドキュメント2（4月7日、ビビアン）
- 中から出てくる白濁汁（4月7日、S1 NO.1 STYLE）
- トリプルレズビアン 22（4月8日、クリスタル映像）
- 出会って速攻、女優3人の方から襲いかかる生中出しハーレムSEX（4月25日、ダスッ!）
- ガチ自宅で裸族でド変態覚醒（5月6日、h.m.p）
- ペニバンレズ教師（5月6日、クリスタル映像）
- 星野ナミ×早乙女美々 レズ解禁 生まれて初めての濃密レズビアン（5月7日、S1 NO.1 STYLE）
- レズビアン専用 ヌーディスト・ホテル in ASIAN RESORT（5月7日、ビビアン）
- LESBATTLE ROYALE-レズバトル・ロワイヤル-（5月7日、ビビアン）
- 七草ちとせレズ解禁! 抱擁（5月10日、MARRION）
- 熟レズアニマルエクスタシー（5月19日、レズれ!）
- オスガズム Wキャスト 川上ゆう×真咲南朋（5月25日、MOTHERS）
- 孕ませ中出しで悪堕ち黒ギャル（5月25日、ダスッ!）
- 篠田あゆみの人妻媚薬レズエステ（6月3日、クリスタル映像）
- 鉄拘束レズビアン4（6月3日、クリスタル映像）
- 愛する彼女の目の前で… 別の女性とセックス! ビアンカップル月島ななこと椎名そらのガチレズ寝とられドキュメント（6月7日、ビビアン）
- レズペット交姦スワップオフ会2（6月7日、ビビアン）
- 出会って速攻、女優の方から襲いかかる生中出しSEX（6月25日、ダスッ!）
- 媚薬キメセク発情して何度でもイキまくる美熟女（7月1日、h.m.p）
- 体温（7月19日、レズれ!）
- ラッキースケベ突発性ハレンチ症候群（7月19日、ROOKIE）
- トリプルレズビアン 23（7月22日、クリスタル映像）
- 女子校生調教レ●プ固め（7月25日、kawaii*）
- 中出し愛人契約 痴女でもドMでもイケる美人で下品なお姉さん（8月5日、h.m.p）
- ビビアンズのイベントに1人で来ていたノンケ素人キサちゃん(仮名)をその場で口説いてレズAVデビュー!! ～初脱ぎ&初レズ&初絶頂… デビュー作にして〈レズSEX〉の天才現る!!～（8月7日、ビビアン）
- 跡美しゅりにレズ姦されたい向井藍 55回のガチ絶頂（8月7日、ビビアン）
- JK姉妹と先輩のトライアングルLOVE 3Pレズ（8月15日、ピーターズ）
- 完全固定拘束レズビアン（8月19日、クリスタル映像）
- ギャル尻モンスター その尻、凶暴につき（8月19日 MARRION）
- ビビアンズのマジカルガチレズナンパ全国ツアー2016!! リアルレズカップル月島ななこと椎名そらが挑む日本5大都市4泊5日 素人ノンケ女子とセックスしまくり灼熱のレズ・ロード!!（9月1日、ビビアン）
- ビキニによく合うカワイイちっぱいとローライズからはみ出るプルリンお尻メイドビキニ（9月1日、ROOKIE）
- 出会って速攻、女優の方から襲いかかる生中出しSEX（9月25日、ダスッ!）
- プリ尻モンスター Pretty Girl Pretty Hip（10月1日、MARRION）
- LGBTコミュニティで有名な椎名そらの友人がAVデビュー!! 脱いだらものすごいカラダのゆあちゃん (22歳)（10月7日、ビビアン）
- とけあう体液! 交感レズビアン（10月19日、レズれ!）
- デカ尻トリプルレズビアン シェアハウスで暮らす3人の欲望渦巻く嫉妬に狂う愛憎劇（10月19日、MARRION）
- ピュアレズビアン 憧れの先輩女優との濃厚な唾液とマン汁が混じり合うレズ（11月4日、h.m.p）
- AV界フリースタイルレズビアンバトル（11月7日、MOODYZ）
- リアルレズビアンカップル ビビアンズ第四弾! 南の島でガチレズ☆ハネムーンドキュメント!!（11月13日、ビビアン）
- 熟尻モンスター イイ女の熟れたデカ尻に犯されたい!（11月19日、MARRION）
- オスガズム（11月25日、MOTHERS）
- 逆・時間よ止まれ!! エピソード0 神乳美乳巨乳の3人が時間を止めて本能剥き出し「逆・時止めSEX」で大絶頂!（11月25日、ROOKIE）
- ドM一家の嫁（12月1日、Madonna）
- 出会って速攻、女優の方から襲いかかる生中出しSEX（12月1日、ダスッ!）
- 本音でぶつかるネイキッドレズビアン ～2人が1日で愛し合う為のプロセス～（12月19日、レズれ!）
- 爆尻モンスター（12月19日、MARRION）

- 汗だく爆乳中出しプレス（2月7日、痴女ヘブン）
- 艶熟レズフェロモン（2月19日、レズれ!）
- プリ尻モンスター～（2月19日、MARRION）
- デカ尻が際立つ究極の尻コスマニアックス×大量尻ぶっかけ!（4月19日、アイデアポケット）
- Wデカ尻サンドイッチプレス ～（5月19日、MARRION）
- タイトスカート美尻お姉さんの誘惑中出しエステサロン（6月7日、痴女ヘブン）
- 巨乳でムッチリで美人な人妻コーディネーターは言われるままに…泣きながら絶頂性感を繰り返す変態ドM女 麻里奈（7月7日、えむっ娘ラボ）
- 究極の尻フェチマニアックス 極尻痴女教師version（10月7日、アイデアポケット）
- オマ○コサンドイッチ 極上ダブル素股でオチ○ポがとろけちゃう!（10月7日、ROOKIE）
- オスガズムWキャスト～（11月25日、MOTHERS）
- 世界で一番中出し精子を子宮で受け止める女の子の超!気持ち良い種付けSEX（12月1日、ROOKIE）
- 抵抗できない状態で男潮を吹かされたボク（12月13日、痴女ヘブン）
- 愛と狂気の中出しバトルロワイヤル（12月13日、本中）
- ドM一家の嫁（12月13日、Madonna）
- 教育実習中の美脚スレンダー大学生にドMプレイをしまくったら、感じて泣いて! 絶頂して泣いて! 気持ち良すぎて泣きまくる! 変態スケベな女の子だったので、さらに快楽キメSEXをヤリまくったら発狂号泣アヘアヘしだして完堕（12月13日、えむっ娘ラボ）
- 出会って速攻、彼女の目の前でNTR（12月13日、ダスッ!）
- 江上しほ引退作品 AV女優失格（12月19日、MARRION）
- 空前絶後のモノ凄いWフェラ（12月19日、MARRION）

- 才色兼備で真面目そうな看護学生は粘ったヨダレが垂れ出るイラマでイキ狂いクリトリス直当て電マで絶頂と同時に浣腸液を噴射してマ○コSEXアナルSEXでビクビク痙攣。最後はおしっこ飲みたいとガブ飲み懇願をする真性中の真性ドマゾ変態女の子（1月7日、えむっ娘ラボ）
- お嬢様とメイドの激情レズ ～復讐が生んだ因縁の果実～（1月19日、レズれ!）
- SMボンデージスーツで拘束されドM性癖丸出しでエグいイラマと本気ビンタで泣いてもご奉仕ディープフェラとマ○コ押し付け腰グリグリ騎乗位を自ら行うエロSEX大好きな淫乱スケベ中出しでイキ絶頂!（2月13日、えむっ娘ラボ）
- 乳房Gスポット開発サロン 人妻スペンス乳腺レズエステ（2月15日、ピーターズ）
- 1日中愛に埋め尽くされたラブレズフィスト ～宮崎あやフィストレズ解禁～（2月19日、レズれ!）
- 聖水痴女ハーレム（3月1日、MOODYZ）
- プライベートでAV女優に本気で恋して中出しして、彼女にしてしまった僕の運命。（3月7日、本中）
- マゾ欲無限大! 先天性肉便器! 寝ても覚めてもチ○ポチ○ポ! 恥ずかしがり屋のむっつりマゾヤリマンが快楽拷問で錯乱アクメ!（3月7日、えむっ娘ラボ）
- 世界で一番エロく見える椎名そらの生々しいフェラチオと気持ち良すぎるSEX（3月7日、ROOKIE）
- 高級オイルエステ 人妻M覚醒拘束レズ（3月15日、ピーターズ）
- 本音でぶつかるネイキッドレズビアン ～2人が1日で愛し合う為のプロセス～ Vol.2（3月19日、レズれ!）
- W解禁飲尿レズビアン ～オシッコで確かめ合う愛の形～（4月1日、エムズビデオグループ）
- 世界で一番ドM女の変態SEX おしっこゴクゴク! 浣腸ブシャブシャ! ロウソクどろどろ!（4月1日、ROOKIE）
- 女子校同窓会レズビアンNTR 大好きな今カノの目の前で最低元同級生女友達に寝取られた一部始終。（4月7日、MOODYZ）
- おじさん大好き痴女美少女が中年チ○ポを射精へ誘う焦らし寸止め舐めまくり性交（4月19日、アイデアポケット）
- 百合の告白「ごめん、愛してる」（4月19日、MARRION）
- 天然男の娘アイドル。専属DEBUT（4月25日、ダスッ!）
- 至近距離に彼女がいるのに耳元でコソコソ口説いてくるささやき誘惑中出し（4月25日、本中）
- こっそり淫語 (バイノーラル)と大胆パンチラでオフィス内SEXをせがんでくる誘惑女上司（5月1日、MOODYZ）
- 彼女の妹に30日間こそこそ射精管理され続けた僕（5月1日、ワンズファクトリー）
- マブダチとレズれ! in一泊二日温泉旅行（5月19日、レズれ!）
- 世界で一番中出し精子を子宮で受け止める女の子の超!気持ち良い種付けSEX（5月19日、ROOKIE）
- 世界で一番気持ち良いベリーダンスで鍛えたエキゾチック腰振り騎乗位＆グラインド騎乗位（5月19日、ROOKIE）
- 制服男子（5月25日、ダスッ!）
- 素人カップル逆ナンパ寝取り大作戦!! 至近距離で彼女がいるのにささやき誘惑中出し（5月25日、本中）
- ゆりさんぽ ～出逢って遊んでレズって3度美味しい女子デート～（6月1日、MOODYZ）
- 女性限定! 素人ナンパ! 椎名そらと気持ちいいことしませんか？凄テクレズビアンSEX!（6月7日、ビビアン）
- 今話題! 人気女優波多野結衣がレズ風俗潜入体験リポ 東京編（6月13日、MOODYZ）
- 年の差レズエステ 四十路人妻連続アクメ イっても止めないエンドレス絶頂!（6月15日、ピーターズ）
- 永井みひなが佐々木あきに拘束されて109回絶頂させられる潮吹きまくりレズ（6月19日、レズれ!）
- バレちゃうよ! ささやき淫語で誘惑されて我慢できずに中で出しちゃう僕（6月19日、MARRION）
- 究極性交 5人の監督による究極の5本番 ACT.02 「究極性交」でしか実現しない奇跡のドリームマッチ5本番（6月22日、プレステージ）
- おちんちんを見せつけ、誘惑してくる彼女の弟（6月25日、ダスッ!）
- 愛と快楽と生に溺れた最高の中出し社内不倫（6月25日、本中）
- 聖水痴女ハーレム（7月1日、MOODYZ）
- 働くお姉さんのお仕事 ビジネス淫語を囁き射精へ導く痴女的スキル（7月1日、MOODYZ）
- レズれ! 祝5周年記念 勉強仕事に疲れてウトウトしているととっても身近で信頼していたアノ女(ひと)が突然Hな悪戯! 嫌がるどころかストップされたくないほど気持ち良くなったワタシはそのまま寝たフリ我慢していると笑顔の真性レズは股間まで手を突っ込んでくるんです…（7月19日、レズれ!）
- 青春ふたなり中出しレズビアン（7月19日、MARRION）
- ヤンデレ彼女 中出ししてくれないとコロシマス。（7月25日、本中）
- おチ○ポがふやけるまでドしゃぶり淫乱舐めまくりソープ（8月1日、MOODYZ）
- めっちゃ敏感レズビアンお姉さんAVデビュー（8月1日、MOODYZ）
- 美しすぎるレズビアンカップルの日常～ねっちょり絡みあう濃厚な接吻と大人のレズセックス（8月1日、MARRION）
- S級ニューハーフ濃厚レズ性交 Vol.2 高級人妻オイルエステ（8月15日、ピーターズ）
- 初パイパン世界で一番エロく見える篠田ゆうの生々しいフェラチオと気持ち良すぎるSEX（8月19日、ROOKIE）
- 聖水ぶっかけエステサロン（8月25日、痴女ヘブン）
- 復活。天然美少女ニューハーフ 人生で一度きりのレズセックス（8月25日、ダスッ!）
- 麻里梨夏4周年記念作品 ささやき誘惑中出し学園（8月25日、ダスッ!）
- スレンダー清楚系のローカルタレントが巨根イラマでビックンビックンに弾け飛ぶ絶頂! 限界突破した拘束ごっくんセックス! ごっくん大好き楓ちゃん ビンタ首絞めスパンキングのSMプレイに敏感に感じる体! 自分のドMなメス性癖に気がつき変態な本性をさらけ出す!（8月25日、えむっ娘ラボ）
- 高速からの低速シフトダウン焦らしを繰り返す緩急自在の変速ギアチェンジフェラ（9月6日、SODクリエイト）
- おじさん好きな痴女美少女が中年チ○ポをもてあそぶ焦らし寸止め全身舐め回しセックス（9月7日、S1 NO.1 STYLE）
- 乳首責めっ放し人妻レズエステ 新性感開発オイルサロン（9月15日、ピーターズ）
- 世界で一番セクシーなハイレグ＆Tバックの巨乳ピチコスで気持ち良すぎるSEX（9月19日、ROOKIE）
- 絶対領域痴女ハーレム 美脚に挟まれ身動きできず中出しされちゃう!!（9月25日、痴女ヘブン）
- 杭打ちピストン騎乗位で白く泡立った愛液まみれチ○ポをフェラしては再びマ○コに迎え入れるPtoMセックス（10月13日、アリスJAPAN）
- おじさん大好き痴女美少女が中年チ○ポを射精へ誘う焦らし寸止め舐めまくり性交（10月13日、アイデアポケット）
- 人妻レズフィスト 膣内侵犯エステ（10月15日、ピーターズ）
- 女体化して恋人に無限にイカされた僕。（10月25日、痴女ヘブン）
- 天然男の娘アイドル。専属DEBUT（10月25日、ダスッ!）
- 小悪魔挑発ダンス 音楽が止まるまで射精させる全力腰振り中出し（10月25日、本中）
- 強制喉奥口マ●コ発射イラマチオ調教（10月25日、kawaii*）
- おじさん大好き痴女美少女が中年チ○ポを射精へ誘う焦らし寸止め舐めまくり性交（11月13日、アイデアポケット）
- 年の差レズエステ 四十路人妻連続アクメ Vol.2 イっても止めないエンドレス絶頂!（11月15日、ピーターズ）
- 世界で一番ドM女の変態SEX おしっこゴクゴク! 浣腸ブシャブシャ! ロウソクどろどろ!（11月19日、ROOKIE）
- 私、一ノ瀬梓は痴女になります。性格が良すぎるMっ娘な一ノ瀬梓がAV監督 真咲南朋から強制スパルタM男責めを伝授され変態Sっ気痴女優に覚醒!（11月19日、ROOKIE）
- 巨チン美少女のザーメンには強制淫乱化させる成分が含まれています。（11月25日、ダスッ!）
- ごっくん男子（11月25日、ダスッ!）
- 童貞狩り金髪ビッチお姉さん（11月25日、ダスッ!）
- 星セリ 引退 最後はマブダチとレズることを決めてました。（11月25日、ダスッ!）
- びちょ濡れ! 聖水お姉さんに痴女られる!（12月7日、PREMIUM）
- おじさん大好き痴女美少女が中年チ○ポを射精へ誘う焦らし寸止め舐めまくり性交（12月13日、アイデアポケット）
- 人妻アナル痙攣絶頂レズファック!! 尻穴ペニバン肛交エステ（12月15日、ピーターズ）
- 慟哭する絶頂旋律-シンクロナイズドオルガビアン- Episode1:淫獄に引き裂かれた熱情（12月19日、BabyEntertainment）
- マブダチとレズれ!（12月19日、レズれ!）
- 上原花恋、アナル解禁 引退（12月19日、MARRION）
- 身動き取れない患者を完全主導でセックス看護するエロ過ぎ世話好き新米ナース（12月19日、S1 NO.1 STYLE）
- 痴女4巨匠がトル!（12月20日、SODクリエイト）
- 小悪魔すぎる彼女の友人の誘惑に負けて犯され中出しさせられ続けた（12月25日、痴女ヘブン）
- ドライ絶頂でアヘ顔がとまらない性感開発オイルマッサージ（12月25日、ダスッ!）
- フェラチオの鬼才再臨。追撃射精させるほどの凄テク。小悪魔お掃除フェラ（12月25日、ダスッ!）
- 制服男子（12月25日、ダスッ!）
- 至近距離に彼女がいるのに耳元でコソコソ口説いてくるささやき誘惑中出し（12月25日、本中）

- 2穴追撃FUCKで両方イってるってばぁ!状態でご奉仕ごっくんメイド（1月1日、MOODYZ）
- おじさん大好き痴女美少女が中年チ○ポを射精へ誘う焦らし寸止め舐めまくり性交（1月13日、アイデアポケット）
- いつでもどこでも即ハメメイド（1月13日、MOODYZ）
- 童貞女装娘レズSEX 高級人妻オイルエステ（1月15日、ピーターズ）
- ポルチオ残酷レズ折檻 愛、陵辱 III ～レズれ!史上最狂! 涙と淫汁に塗(まみ)れた女の崩壊～（1月19日、レズれ!）
- W解禁飲尿レズビアン ～オシッコで深め合う愛の絆～（1月19日、エムズビデオグループ）
- 働く男の娘。コスプレSEX4変化（1月25日、ダスッ!）
- おちんちん、ポロリ（1月25日、ダスッ!）
- 100万×中出し 女が欲しいのは愛かお金か中出しか!!? AV女優37人の新感覚中出しサバイバル!!（2月1日、本中）
- 世界で一番エロく見える八乃つばさの生々しいフェラチオと気持ち良すぎるSEX（2月1日、ROOKIE）
- 素人女性限定! ガチレズな原さくらと気持ちいいことしませんか? ドキドキ! 初ナンパレズビアンSEX!（2月7日、ビビアン）
- 肉食系インテリ痴女の上から目線の知的淫語とザーメンバキューム騎乗位（2月7日、S1 NO.1 STYLE）
- 絶対領域 挑発美少女ハーレム学園 すべすべな太ももに挟まれ身動きできず何度も射精させられる!（2月13日、MOODYZ）
- 女監督真咲と波多野結衣ちゃんの素人女子にガチンコ! レズ指南!（2月15日、ピーターズ）
- 大好物の中年おじさまを誠心誠意じっくりねっとりと痴女らせて頂きます。（2月19日、S1 NO.1 STYLE）
- 絶対領域痴女ハーレム 2  美脚に挟まれ身動きできず何度も中出しされちゃう!!（2月25日、痴女ヘブン）
- 文系男の娘の性を知らない中年おじさん（2月25日、ダスッ!）
- 高級オイルエステ 人妻拘束M絶頂レズ（3月15日、ピーターズ）
- ポルチオ残酷レズ折檻 愛、陵辱 IV 宮崎あやレズ引退スペシャル 縁(えにし)により集いし女集団と衝撃のファイナルレズフィスト（3月19日、レズれ!）
- 天然美少女ニューハーフ 有島えりか Debut（3月25日、ダスッ!）
- 1対1でひたすら痴女る60分の終らない濃密中出し性交と60分の終らないお掃除フェラ（3月25日、本中）
- if… もしも、佐々木あきがAVを引退したら… 引退後はどんな中出しSEXをしてるだろうか。（3月25日、本中）
- 年の差レズエステ 四十路人妻連続アクメ Vol.3 イっても止めないエンドレス絶頂!（4月15日、ピーターズ）
- 女装がバレて親友の性処理道具にされた男の娘のボク。（4月25日、痴女ヘブン）
- 痴女ニューハーフ リピーター続出!? 可愛い顔してえげつないエロテクに絶頂必至。（4月25日、ダスッ!）
- ある日、僕は飲み会で男の娘として中出し輪姦で孕ませられました。（4月25日、ダスッ!）
- 乙女は義妹に恋してる。レズから始まる恋物語。（4月25日、ダスッ!）
- ドM一家の嫁（4月25日、Madonna）
- 生意気な年下社長を更生させるインテリ淫語ガーター秘書（5月7日、Madonna）
- 乳首責めっ放し人妻レズエステ Vol.2 新性感開発オイルサロン（5月15日、ピーターズ）
- 密室調教レズアナル（5月19日、レズれ!）
- 性格の天才（5月19日、ROOKIE）
- 優しそうな見た目なのに痴女の逸材! 現役女子大生姫野かんなAV出演（5月25日、痴女ヘブン）
- 天然美少女ニューハーフ 愛沢さら Debut（5月25日、ダスッ!）
- 至近距離に彼女がいるのに耳元でコソコソ口説いてくるささやき誘惑中出し（5月25日、本中）
- W天才痴女に囁かれながらヌカれ続ける誘惑お姉さん逆3P中出し（6月13日、MOODYZ）
- S級ニューハーフ濃厚レズ性交 Vol.3 高級人妻オイルエステ（6月15日、ピーターズ）
- 有坂深雪が八乃つばさに拘束されて103回絶頂させられる潮吹きまくりレズ（6月19日、レズれ!）
- 超ハードコア飲尿レズパーティ ―憧れの葉月さんはオシッコを飲まされて悦ぶ変態マゾお嬢様でした―（6月19日、エムズビデオグループ）
- 初めてお尻でイッちゃった!（6月25日、ダスッ!）
- 天然男の娘とイチャラブ新婚性活（6月25日、ダスッ!）
- 勃起美女発掘。酸いも甘いも知り尽くした現役人妻ニューハーフDebut（6月25日、ダスッ!）
- 初ガチイラマチオ初喉イキ初オーガズム（6月25日、ダスッ!）
- 至近距離に彼女がいるのに耳元でコソコソ口説いてくるささやき誘惑中出し（6月25日、本中）
- ドM一家の嫁（7月7日、Madonna）
- 祝! デビュー2周年 美しすぎるレズ解禁!!（7月7日、PREMIUM）
- 年の差レズエステ 四十路人妻連続アクメ Vol.4 イっても止めないエンドレス絶頂（7月15日、ピーターズ）
- W解禁飲尿レズビアン ～オシッコが紡ぐ深い愛の絆～（7月19日、エムズビデオグループ）
- メスイキの神髄に出会ういつものオナニーより精子がビュルビュル出るドライオーガズムの世界 ～入門編（7月25日、痴女ヘブン）
- NHヘルスタワー（7月25日、ダスッ!）
- 玉ギャル男の娘（7月25日、ダスッ!）
- はじめてのNHレズセックス（7月25日、ダスッ!）
- 追撃射精! 追撃男潮吹き! 追撃強制SEX! 身動きできない男を24時間、無制限射精監禁・拘束スイートルーム（8月1日、MOODYZ）
- 絶対領域 挑発美少女ハーレム学園 2  すべすべな太ももに挟まれ身動きできず何度も射精させられる!（8月1日、MOODYZ）
- なんか由菜って、リア充で幸せそうでムカつくから好き放題レ×プしてもらったんだ。（8月8日、SODクリエイト）
- 両親が留守中、サキュバスに憑依されたお姉ちゃんに3日間で12発射精させられた。（8月13日、MOODYZ）
- 恋慕（8月19日、レズれ!）
- 全国統一小悪魔検定No.1騎乗位で誘惑してくる制服女子。（8月25日、ダスッ!）
- 至近距離に彼女がいるのに耳元でコソコソ口説いてくるささやき誘惑中出し（8月25日、本中）
- 100万×中出し 完全版 AV女優37人のガチンコ中出しサバイバルの裏側全部見せます!!（8月25日、本中）
- ドM一家の嫁（8月25日、Madonna）
- 高級オイルエステ 人妻飲尿M覚醒レズ（9月15日、ピーターズ）
- 出張先のビジネスホテルで女上司2人とまさかの相部屋W杭打ち騎乗位で朝まで中出しされるボク…。（9月25日、痴女ヘブン）
- 愛されすぎてイッてるのに止めてくれないツンデレ痴女姉妹（9月25日、ダスッ!）
- 子作りしたいサキュバス時間を止めて人間世界の女から男を寝取って強制勃起・連続射精!!「もう精子出ないってばぁ!」時間停止して何度も中出し!!（9月25日、本中）
- 妹の目を盗んで地味っ子姉を大胆にレズ誘惑する妹の親友（10月1日、レズれ!）
- ～ある日、オヤジがレジェンドAV女優と再婚した～ セックスの天才姉妹に全力中出し誘惑され続けた僕。（10月1日、MOODYZ）
- 射精ホヤホヤの敏感チ○ポ、今日はヤメずにシャブってやるからな（10月13日、アイデアポケット）
- 執拗な寸止め焦らしで限界MAX! 連続絶頂レズビアン（10月19日、レズれ!）
- W解禁飲尿レズビアン ～オシッコで解放される心の壁～（10月19日、エムズビデオグループ）
- 絶対領域痴女ハーレム3 美脚に挟まれ身動きできず何度も中出しされちゃう!!（10月25日、痴女ヘブン）
- 僕のおちんちんからタピオカ出るんだけど、飲んでみる?（10月25日、ダスッ!）
- 至近距離に彼女がいるのに耳元でコソコソ口説いてくるささやき誘惑中出し（10月25日、本中）
- 生意気な年下社長を更生させるインテリ淫語ガーター秘書（10月25日、Madonna）
- 聖水痴女ハーレム（11月1日、MOODYZ）
- 彼女の絶倫お姉さんに寝取られて汗だくでハメまくった3日間。（11月1日、MOODYZ）
- 美しすぎるレズビアンカップルの日常～ねっちょり絡みあう濃厚な接吻と大人のレズセックス 2（11月1日、MARRION）
- 【閲覧注意】ドM男以外は見てはいけない逆レ×プ話（11月7日、Madonna）
- ドM一家の嫁（11月7日、Madonna）
- 高級オイルエステ 人妻拘束M絶頂レズ Vol.2（11月15日、ピーターズ）
- 憧れの先輩とレズれ!（11月19日、レズれ!）
- 男の娘プール痴漢（11月25日、ダスッ!）
- 女性限定! 素人ナンパ! 美谷朱里と気持ちいいことしませんか? 凄テクレズビアンSEX!（12月7日、ビビアン）
- S級ニューハーフ濃厚レズ性交 Vol.4 高級人妻オイルエステ（12月15日、ピーターズ）
- レンタルレズ彼女（12月19日、レズれ!）
- 雅で上品 三十路セレブ姉妹妻の逆3Pサンドイッチ中出し性交 ザーメンが枯れるまでお姉様達に痴女られ続けたボク。（12月19日、エムズビデオグループ）
- ママ友カースト（12月25日、ダスッ!）
- Re-Debut 新宿で人気No.1ニューハーフ再演。（12月25日、ダスッ!）
- 至近距離に彼女がいるのに耳元でコソコソ口説いてくるささやき誘惑中出し（12月25日、本中）
- 彼氏と別れて地元へ帰省した同級生が恋人のいる僕と時を忘れて 何度も中出ししたあの青春の記録―。（12月25日、本中）

- 絶対領域 挑発美少女ハーレム学園 3  すべすべな太ももに挟まれ身動きできず何度も射精させられる!（1月1日、MOODYZ）
- 追撃射精! 追撃男潮吹き! 追撃強制SEX! 身動きできない男を24時間、無制限射精監禁・拘束スイートルーム（1月13日、MOODYZ）
- マブダチとレズれ! 私がAVを引退する前に大好きな彼女に伝えたい10のこと 七海ゆあ引退レズ特別編（1月19日、レズれ!）
- ごっくんニューハーフ（1月19日、MARRION）
- メスイキの神髄に出会ういつものオナニーより精子がビュルビュル出るドライオーガズムの世界 ～初級MANIAX編～（1月25日、痴女ヘブン）
- 出張先のビジネスホテルで女上司2人とまさかの相部屋W杭打ち騎乗位で朝まで中出しされるボク…。（1月25日、痴女ヘブン）
- 出張先で終電逃して相部屋宿泊。女先輩の股間からまさかまさかの膨らみに僕はしゃぶりついた。（1月25日、ダスッ!）
- 全国統一小悪魔英語検定No.1 騎乗位で誘惑してくる制服女子。（1月25日、ダスッ!）
- 生意気な年下社長を更生させるインテリ淫語ガーター秘書（2月7日、Madonna）
- 綺麗なお姉さんがチ○ポバカになるまでヌイてくれる種搾りメンズエステ（2月7日、PREMIUM）
- 激熱発狂 フィスト人妻レズ侵犯エステ（2月15日、ピーターズ）
- 密室調教レズアナル（2月19日、レズれ!）
- 続・巨チン美少女のザーメンには強制女体化させる成分が含まれています。（2月25日、ダスッ!）
- 制服男子（2月25日、ダスッ!）
- AV引退ゲロ解禁!! 6年間の想いも精子も中出しも全部吐きつくせ! 俺らが麻里梨夏のゲロ全部受け止めてやっからよ!（2月25日、本中）
- 背徳の二段ベッド 密着義母相姦（3月7日、Madonna）
- 射精ホヤホヤの敏感チ○ポ、今日はヤメずにシャブってやるからな（3月13日、アイデアポケット）
- 真咲南朋が撮る 限界と本性 ガチレズる女たちBEST2枚組10時間（3月19日、レズれ!）※監督単体ベスト
- 出張先のビジネスホテルで女上司2人とまさかの相部屋W杭打ち騎乗位で朝まで中出しされるボク…。3（3月25日、痴女ヘブン）
- 寝取り屋痴女×逆輪●テレビ電話 元カノが依頼した寝取り屋女に浮気現場を仕組まれて愛する今カノの目の前でハーレム逆輪●中出し動画をテレビ電話で晒され続けた僕。（3月25日、本中）
- ある日、ネットで見つけたのは知らない男たちから中出しされまくって早漏イクイク敏感体質を晒す幼馴染の動画だった。（3月25日、本中）
- 111発ぶっかけ解禁 素人男性超特濃本物ザーメン（3月26日、SODクリエイト）
- 何か鈴って、リア充でセレブでムカつくから好き放題レ×プしてもらったんだ。（3月26日、SODクリエイト）
- 彼氏交換寝取り合いハーレム3P 痴女彼女とその友達痴女にW杭打ち騎乗位でイッてるのに何度も中出しされた逆追撃NTR日（4月1日、MOODYZ）
- 天然美少女ニューハーフ 夢見りあら Debut（4月13日、ダスッ!）
- 射精寸前チ○ポを低速こねくりグラインドで焦らしてから爆速杭打ちピストンで射精ギリギリに追い込む変速ギアチェンジ騎乗位 ぶっこ抜き3本番スペシャル（4月13日、アリスJAPAN）
- 人妻アナルGスポ開発レズ 絶叫潮吹きオイル高級エステ（4月15日、ピーターズ）
- 妹の目を盗んで地味っ子巨乳姉を大胆にレズ誘惑する妹のGカップ親友（4月19日、レズれ!）
- 非情のアナル開発によって彼女の目の前でメスイキしてしまったボクの話（4月25日、痴女ヘブン）
- 不純異種交遊 エルフNTR（4月25日、ダスッ!）
- M男拘束・逆種付けマーキング 孕むまで中出しするボンデージ痴女お姉さん（4月25日、本中）
- 体液まみれで連続イキ我慢させる追撃トランスレズセックス（5月1日、レズれ!）
- 追撃射精! 追撃男潮吹き! 追撃強制SEX! 身動きできない男を24時間、無制限射精監禁・拘束スイートルーム（5月1日、MOODYZ）
- タイトスカート女教師に誘惑されっぱなしの毎日。（5月1日、MOODYZ）
- 義父に溺れたシャワールーム（5月7日、Madonna）
- 鉄板シココスSEX（5月13日、ダスッ!）
- レズに目覚めた新人OLそっちのけで女上司2人が杭打ちしまくるおあずけ騎乗位ペニバンレズ（5月19日、レズれ!）
- 親友に恥部を責め嬲られ腰をくねらす水森翠 レズ解禁旅行（5月25日、ダスッ!）
- 田舎痴女 ～あの日から僕は、暇を持て余す肉食妻の獲物になった。～（6月7日、Madonna）
- 全国統一小悪魔検定No.1騎乗位で誘惑してくる制服女子。（6月13日、ダスッ!）
- 人妻絶頂エネマサロン アナル開発腸内洗浄レズ（6月15日、ピーターズ）
- おちんちんを見せつけ、全力で誘惑してくる彼女の兄（6月25日、ダスッ!）
- ディープスロ～ト、大量射精、即追撃おしゃぶり。（7月7日、S1 NO.1 STYLE）
- 年の差レズエステ 四十路人妻連続アクメ イっても止めないエンドレス絶頂! 8時間（7月15日、ピーターズ）※監督単体ベスト
- この女、肉喰系。天性の舌技 喰べるようにフェラする女。（7月25日、ダスッ!）
- 全国統一小悪魔黒ギャル検定No.1 騎乗位で誘惑してくる制服女子。（7月25日、ダスッ!）
- 再び! 子作りしたいサキュバスII青春時代編「もう精子出ないってばぁ!」時間停止して何度も中出し!! 時間を止めて人間世界の女から男を寝取って強制勃起・連続射精!!（7月25日、本中）
- 高身長痴女ハーレム見下ろし騎乗位で交換中出しされ続けた僕。（8月1日、MOODYZ）
- パパ活で知り合った貧乳ビッチにネコババされたので、媚薬漬けにしました。（8月13日、ダスッ!）
- 早漏文学美少女初めての見つめ合い追撃絶頂 絶頂直後の敏感オマ●コに突貫ピストン止めない! 八木奈々（8月13日、MOODYZ）
- S級ニューハーフ濃厚レズ性交 Vol.5 高級人妻オイルエステ（8月15日、ピーターズ）
- 夏休みの下宿バイト先で酔ったギャルとまさかの相部屋。勝手にまたがり黒尻揺らして朝まで中出しされたボク...  AIKA（8月25日、痴女ヘブン）
- 天然美少女ニューハーフ 天使ゆら Debut（8月25日、ダスッ!）
- 潔癖症のM男を発狂させる、無神経な隣の痴女人妻 白木優子（9月7日、マドンナ）
- 帰省先で久しぶりに再会した日焼けお従姉さんの誘惑。退屈な田舎の暇潰しに何度も中出しさせられた僕。 竹内有紀（9月7日、PREMIUM）
- 一流AV女優が教える男を喜ばせるSEXメソッド ～もう一回ヤリたい!と思われる女へ～ 美谷朱里 蓮実クレア（9月13日、ダスッ!）
- 乳首をこねくり回され、雌イキ射精性交 七瀬るい（9月13日、ダスッ!）
- 友達のお母さんをこっそりささやきレズ誘惑 甘乃つばき 加藤ももか（9月19日、レズれ!）
- 深田えいみの深イキ イッてもイッてもイキまくる痙攣絶叫失神ファック もうイッてるってばぁ～の向こう側（9月19日、ROOKIE）
- 黒ギャル鬼フェラチ○ポバカになってもしゃぶられ続ける長尺10コーナー AIKA（9月25日、痴女ヘブン）
- 帰省先で再会した下品おばさん二人とまさかの相部屋。W巨乳に挟まれながら密着汗だくで痴女られた僕。 真木今日子 本真ゆり（9月25日、痴女ヘブン）
- 制服男子 天使ゆら（9月25日、ダスッ!）
- おち○ぽ激振り騎乗位で誘惑してくる竿アリ秘書。 愛沢さら（9月25日、ダスッ!）
- 学生時代は親友の彼女で3人で雑魚寝もしてたただの女友達と大人になって再会してめちゃくちゃ中出ししまくった。 神宮寺ナオ（10月1日、MOODYZ）
- 彼女の友達が耳元でイクイク囁き淫語で何度も中出しを誘惑 石原希望（10月13日、MOODYZ）
- 世界一メスイキさせるハードなドライオーガズムの世界 波多野結衣（10月19日、ROOKIE）
- 美女三人に囲まれ 聖水トリプル痴女ハーレム エロ汁ビチャビチャかけられながら何度も射精させられる!（10月25日、痴女ヘブン）
- ザーメン大好き精飲中毒ニューハーフ 天使ゆら（10月25日、ダスッ!）
- メスイキ病棟非情のドライオーガズム逆痴漢ナース（11月1日、MOODYZ）
- 【閲覧注意】ドM男以外は見てはいけない逆レ×プ話 幼い頃から憧れだった母の姉であるツバキ叔母さんの家に数日間泊まらせてもらう事に。淡い期待を胸に秘めていたが、 穏やかで優しいツバキ叔母さんが突如ドS化。嵐のような淫語と痴女責めで、精子だけでなく魂… 加藤ツバキ（11月7日、マドンナ）
- 専属決定・独占発売! 囁き淫語スペシャル 星奈あい（11月7日、PREMIUM）

#### 真咲.jp 名義
- 秘密のレズビアン (人妻涙編) 初レズ・初涙・初歓喜～AV女優プロへの道ドキュメンタリー（5月13日、セレブの友）
- 近親相姦 剛毛レズビアン 2 姉と妹がワキ毛と剛毛マ○コを貪り合う 熟姉妹の性愛（5月25日、セレブの友）
- レズ百面相 全編大量の淫汁滴る本気レズSEX! こんなイヤラしい大槻ひびきは見たことない!!（6月25日、セレブの友）
- 淫肉・淫爆乳レズビアンSEX 2人の熟したヴァギナは何度もイキ果てる快楽の果実（7月25日、セレブの友）
- 痴女×痴女レズビアン 千乃12回、円城13回、2人合わせて25絶頂!! イキまくりイカせまくり相性抜群の同性セックス快楽（9月13日、セレブの友）
- レズビアン四重奏（9月25日、セレブの友）
- 剛毛レズビアン 3（9月25日、セレブの友）
- 幸福のレズビアン（10月25日、セレブの友）
- 素人マゾレズ願望の女 レズ監禁拷問部屋（11月13日、セレブの友）
- 最高の本格的レズ解禁（11月25日、セレブの友）
- 素人マゾレズ願望の女 レズ監禁拷問部屋 2（12月13日、セレブの友）
- 秘密のレズビアン 2（12月25日、セレブの友）
- 絡み合う軟体レズビアン（12月25日、セレブの友）

- 女監督・真咲.jp 愛しき女たちのレズビアンSEX12時間（1月25日、セレブの友）※監督単体ベスト
- 秘密のレズビアン 3（2月13日、セレブの友）
- 痴女×痴女レズビアン 2（2月25日、セレブの友）
- 素人マゾレズ願望の女 レズ監禁拷問部屋 3（3月13日、セレブの友）
- 剛毛レズビアン 4（3月25日、セレブの友）
- 痴女×痴女レズビアン 3（4月13日、セレブの友）
- 剛毛レズビアン 5（4月25日、セレブの友）
- 素人マゾレズ願望の女 レズ監禁拷問部屋 4（5月13日、セレブの友）
- トライアングル (偽) 母娘レズ2（7月25日、セレブの友）
- 剛毛レズビアン 6（8月25日、セレブの友）
- イチャLOVEレズビアンデート（9月25日、セレブの友）
- 国境越えたレズビアン（10月13日、セレブの友）
- 痴女×痴女レズビアン 4（12月13日、セレブの友）
- レズビアン解禁 2（12月25日、セレブの友）

- 熟レズカップルに狙われた若妻（1月25日、セレブの友）
- イチャLOVEレズビアンデート 2（3月13日、セレブの友）
- 痴女×痴女レズビアン 5（3月25日、セレブの友）
- イチャLOVEレズビアンデート 3（4月13日、セレブの友）
- M×Mレズビアン（5月13日、セレブの友）
- 黒木いくみ×小谷みのり 媚薬漬け感泣 (涙) のレズビアンSEX（6月13日、セレブの友）
- 女×女のレズビアンSEX 26時間21分10枚組（7月25日、セレブの友）※監督単体ベスト
- 痴女×痴女レズビアン 6（8月25日、セレブの友）
- 女同士のレズビアン姉貞愛（9月25日、セレブの友）

### アダルトVR
真咲南朋 名義
2017年
- W復讐スイートルーム（8月1日、ドリームチケット）

2018年
- 世界で一番エロく見える君島みおの生々しいフェラチオと気持ち良すぎるSEX VR（12月14日、ROOKIE VR）
- 世界で一番中出し精子を子宮で受け止める女の子の超!気持ち良い種付けSEX（12月14日、ROOKIE VR）
- 真下からの神アングル痴漢VR（12月14日、ROOKIE VR）

2019年
- 世界で一番エロく見える蓮実クレアの生々しいフェラチオと気持ち良すぎるSEX（1月4日、ROOKIE VR）
- 常にパンチラとブラチラが見れるラッキースケベ電車（1月4日、ROOKIE VR）
- VR長尺 夜行バスで乗り合わせた女性がカラダをすり寄せ誘惑。バレないように耳元で囁かなれがらHしたら、 それに気づいた別の乗客からも誘惑されSEXしてしまいました。静岡～新宿編（1月11日、変態紳士倶楽部 VR）
- 世界で一番中出し精子を子宮で受け止める女の子の超!気持ち良い種付けSEX（1月18日、ROOKIE VR）
- 学生時代の同級生2人に前から! 後から! ノリノリで痴女られる!! フロントでたっぷりチ○ポを責められながら、バックで羽交い締めにされバイノーラル淫語を囁かれる超ドS痴女たちのコンビネーションVR!!（4月18日、WANZ VR）
- 女性AV監督の現場を見学中に男優の現場バラシハプニング勃発!! ボクのチ○ポにAV女優がむらがる、夢のようなハーレム体験VR!! 体液マニアのボクのために大量唾液! 中出しSEX3連発! ラストは大量放尿ご褒美プレイ!!（5月15日、MOODYZ VR）
- 目の前でお尻丸見え腰振り騎乗位セックス（5月24日、ROOKIE VR）
- 睡眠ペンライト痴漢（6月14日、ROOKIE VR）
- MOODYZハイクオリティハーレムVR ミニスカ絶対領域痴女られまくりSPECIAL 抜群のスタイルと痴女スキル。密着! パンチラ! 淫語! 唾液! でアナタに群がりヌキまくる240分高画質!（7月17日、MOODYZ VR）
- 飲み会後の女上司2人に前から! 後から! ノリノリで痴女られる!! フロントでたっぷりチ○ポを責められながら、バックで耳舐め & 言葉責め＆羽交い締め! シリーズ最強の淫乱潮吹きコンビネーション逆3PVR!!（10月16日、WANZ VR）
- 彼女の旅行中、レズビアンカップルだと思っていたルームメイトが男もいけるバイセクシャルだと判明!! チ○ポとマ○コでイキまくる濃厚3P VR!! 真緒とももかのぐっちゃぐちゃに混ざりあった唾液と愛液に溺れ続ける新感覚VR!!（11月6日、MOODYZ VR）

2020年
- 目の前でお尻丸見え腰振り騎乗位セックス（2月19日、ROOKIE VR）
- 母乳、イキ潮、愛液まみれ! 精液を絞り尽くす痴女 超スペレズVR（2月26日、ROOKIE VR）
- デカ尻極上密着ささやき騎乗位で寝取り誘惑VR 回春エステで出会ったのは恋人の妹で僕を挑発してくる小悪魔で逆NTRされた編（4月22日、ROOKIE VR）
- 妻の友達は人気AV女優で妻の留守中に僕を巨尻と谷間とキスで誘惑して騎乗位中出しさせてくれる寝取られVR 男が何もしなくても精子を搾り取りに来るAV女優のテクニックをフルに使って来てNTRされた編（5月13日、ROOKIE VR）
- 美尻コンテストの控室でデカ尻お姉さん達に狙われたスタッフのアナタ!! 本番に向けてのパンプアップで杭打ち騎乗位、顔騎、ハーレム尻コキで夢の痴女られタイム突入～!!（6月10日、MOODYZ VR）
- 人間椅子VR (Human Chair VR)  顔面騎乗 & チ○ポ騎乗で息が詰まるほど痴女られまくり! あお向けアングルW巨尻SPECIAL!!（6月24日、WANZ VR）
- 部下の僕が先輩OL2人に迫られて… 精液を絞り尽くす痴女 超スペレズVR（7月8日、ROOKIE VR）
- 人間椅子VR2 (Human chair Virtual Reality) 顔面騎乗＆チ○ポ騎乗で息が詰まるほど痴女られまくり! あお向けアングルW巨尻SPECIAL!!（8月26日、WANZ VR）

## 出演
テレビ
- ダラケ! ～お金を払ってでも見たいクイズ～　シーズン8 第1回「女性AV監督」ダラケ（BSスカパー!、2016年7月14日）

インターネット放送
- トイズハートプレゼンツBUBKA「きのう誰食べた」（2013年08月12日ゲスト出演、ニコニコ生放送）[14]

 映画 
- 異常体験　いじくり変態汁（2010年6月18日、オーピー映画）ユイ役（主演）[15]

## 出演・主催トークイベント
- 仲良しセクシートリオ「完熟フルーツポンチ」が大阪で飲み飲み爆笑ナイト（ロフトプラスワンWEST、2018年8月26日）
- 「コアチョコTシャツデスマッチ　歌舞伎町大海戦!」ゲスト出演（ロフトプラスワン、2018年8月5日）
- これぞキカタン!美しき波多野結衣・佐々木あきのエロエロトークナイト（ロフトプラスワン、2018年7月30日）
- 女性AV監督真咲南朋生誕祭朝まで生でダラダラひたすら作品について話すナイト（ネイキッドロフト、2018年7月27日）
- 『ハードコアチョコレート大全科 〜コアチョコの秘密大公開〜@ロフトプラスワンウエスト』ゲスト出演（ロフトプラスワンWEST、2018年7月18日）
- 僕たちはAVを卒業できない4（阿佐ヶ谷ロフトA、2018年7月7日）
- 私たちボンビーAV女優（ネイキッドロフト、2018年6月23日）
- 熟女と痴女のエロトークナイト
- 僕たちはAVを卒業できない3（ロフトプラスワンWEST、2018年3月31日）
- 魁!真咲塾2
- 特殊業界で働く女たち!2
- お陰様でAV女優「川上ゆう」になって10年が経ちました!10年に1回しかない10周年記念トークイベント ゲスト出演（ロフトプラスワン、2017年11月22日）
- 僕たちはAVを卒業できない2 （ロフトプラスワン、2017年11月17日）
- 川上ゆうと真咲南朋と七菜乃でいつもの飲み会～大塚咲『よわむし』出版 記念打ち上げ～（ロフトプラスワン、2017年10月28日）
- 美熟女AV女優ナイト ゲスト：川上ゆう・加藤ツバキ（ネイキッドロフト、2017年9月18日）
- 跡美しゅりナイト （ネイキッドロフト、2017年8月5日）
- 元AV女優だけど何か質問ある? （ネイキッドロフト、2017年7月17日）
- 僕たちはAVを卒業できない（ロフトプラスワン、2017年6月17日）
- 魁!真咲塾 ゲスト：跡美しゅり・宮崎あや・江上しほ・春原未来（ネイキッドロフト、2017年4月28日）
- 2000枚達成記念イベント大阪★ビビアンズの愛情たっぷり食堂オープンやねん!今夜は大阪でみんなで晩御飯を食べるでナイト!司会：真咲南朋（ロフトプラスワンWEST、2017年3月12日）
- 2000枚達成記念イベント★ビビアンズの愛情たっぷり食堂オープン!今夜はみんなで晩御飯を食べナイト!司会：真咲南朋（ロフトプラスワン、2017年2月26日)
- 【男性限定！】ビビアンズナイト! 司会：真咲南朋（ネイキッドロフト、2017年2月10日）
- 女性AV監督5人が語るAV業界裏話あれやこれや!（ネイキッドロフト、2017年1月7日）
- オスガズム?ん?なに?えっ!男の体にそんなことが起きる？未知との遭遇をお届けしますナイト（ネイキッドロフト、2016年12月2日）
- 『女子限定!この間はおおきに!これからもよろしゅうたのんますナイト!!』（ロフトプラスワンWEST、2016年11月19日）
- 特殊業界で働く女たち!（ネイキッドロフト、2016年9月12日）
- 『信長書店×リグレジャパンpresents　美女3人おしゃべりナイト』ゲスト出演（ロフトプラスワンWEST、2016年7月16日）
- 『女子限定!ガチレズカップル”ビビアンズ”(月島ななこ・椎名そら)と ハッスルしまくるレズビアンナイト2016!!』（ロフトプラスワンWEST、2016年6月12日）
- 女流AV監督真咲南朋とAV女優がAVについて熱く語る（ネイキッドロフト、2016年3月18日）
- M男監禁パニックルームin新宿ネイキッドロフト（ネイキッドロフト、2015年12月1日）
- 居酒屋『南朋』（阿佐ヶ谷ロフトA、2014年8月31日）
- 「ドすけべ秘遊会」ゲスト出演（ロフトプラスワン、2014年7月20日)
- 居酒屋『南朋』～大阪まで飲みにきちゃいました～（ロフトプラスワンWEST、2014年5月30日）
- 居酒屋『南朋』結城みさ引退直前スペシャル＠ネイキッドロフト!（ネイキッドロフト、2013年12月25日）
- セクシー女優とするエロのから騒ぎ　Much Ado About EROS Vol.2 ゲスト出演（ネイキッドロフト、2013年12月23日）
- 居酒屋『南朋』（ネイキッドロフト、2013年10月5日）
- イクって何? 男女対決型快楽拷問AVメーカー!ベイビーエンターテイメント&マザーズ共同開催イベント　ゲスト出演（ロフトプラスワン、2013年7月8日)
- 「ガールズトークGIRL’S TALK 〜AV女優のパジャマパーティー編〜」（阿佐ヶ谷ロフトA、2010年4月28日）
- 「FORLUV〜FORLOV〜女だらけのAV論〜」ゲスト出演（阿佐ヶ谷ロフトA、2010年2月27日）
- 『真咲と倖田のマヂでヤッちゃっていいんでSHOWかぁ!?』（阿佐ヶ谷ロフトA、2010年1月10日）
- ゆりあナイトだよ全員集合　vol.5（ロフトプラスワン、2009年12月5日)
- 「INAZUMA&バカAV専門学校プレゼンツ工藤澪×二村ヒトシのAV完全燃焼!!」ゲスト出演（ロフトプラスワン、2009年3月6日)
- 今夜決まる!主役を全力で引き立てる熱演を魅せる最優秀助演AV女優は誰だ!?私達は女優です!演技派女優4名の演技力を見に来て下さいナイト（2019年10月6日、東京・ネイキッドロフト）[16][17]‐MC